# Wola Solecka Pierwsza
Wola Solecka Pierwsza [pronunciación en polaco: /ˈvɔla sɔˈlɛt͡ska ˈpjɛrfʂa/] es un pueblo en el distrito administrativo de Gmina Lipsko, dentro del Distrito de Lipsko, Voivodato de Mazovia, en el centro-este de Polonia.